# Lensmand
En lensmand (svenska: länsman) var en kungligt utnämnd förvaltare av ett län (danska: len). I Danmark-Norge blev dessa befattningshavare avlösta av sådana som bar den nya titeln amtmand år 1662. 
I Skåne fanns lensmænd i flera socknar (alla?). I den så kallade Decimantboken för år 1651 nämns länsmän med ofrälse namn till exempel i Gladsax och Ängelholm (Gudmund Persson). I Höja sockens kyrkobok omnämns länsmannen Bengt Jönsson på nr 8 från 1690-talet och in på 1700-talet. Det förefaller som om det är personer vilka motsvarar de bondelänsmän som fanns i Norge. Uppenbarligen fanns de redan under dansk tid.